# Варце
Ва́рце (осет. Уарцъе) — село в Алагирском районе Республики Северная Осетия-Алания. Входит в состав Зарамагского сельского поселения. Код Федеральной налоговой службы 1514.

## Географическое положение
Село расположено на юге Алагирского района, в долине реки Варцедон, выше впадения его в Нардон. Расстояние до ближайшего селения Худисан — 1 км.

## Население
| 2002 | 2010 | 2021 |
| ---- | ---- | ---- |
| 0    | →0   | ↗4   |

## Топографические карты
- Лист карты K-38-29 Алагир. Масштаб: 1 : 100 000. Состояние местности на 1984 год. Издание 1988 г.